# باريس تورز 1961
باريس تورز 1961 هو سباق دراجات هوائية، وهو الموسم رقم 55 من باريس تورز، وأقيم في 8 أكتوبر 1961.
فاز بالمركز الأول Joseph Wouters ‏، وبالمركز الثاني Gilbert Desmet ‏، وبالمركز الثالث أناتول نوفاك.

## الفائزون
| الترتيب | الفائز          |
| ------- | --------------- |
| الفائز  | Joseph Wouters ‏ |
| الثاني  | Gilbert Desmet ‏ |
| الثالث  | أناتول نوفاك    |